# 黃斑地圖龜
黃斑地圖龜（學名：Graptemys flavimaculata , 英文名：Yellow-blotched map turtle），是地圖龜屬的其中一個物種。由於近期的數量出現下跌，因此黃斑地圖龜被《美國瀕危物種法》列為受威脅的物種，牠們的數量出現下跌有可能是歸於牠們的出生率低有關，亦有可能是由於巢穴被魚及烏鴉捕食和河水氾濫造成的死亡有關。同時，人類對其日常休息的地方造成破壞亦為其數量下跌的原因。

## 特徵
黃斑地圖龜具有地圖龜中最高的脊稜，而且每片背甲也有一大片黃斑，幼體的殼色會較成體鮮艷。黃斑地圖龜是中小型龜種，雄性成體長度大約有3.5到4.5英寸，而雌性體型會較大，約為5至7.5英寸長。

## 分佈範圍

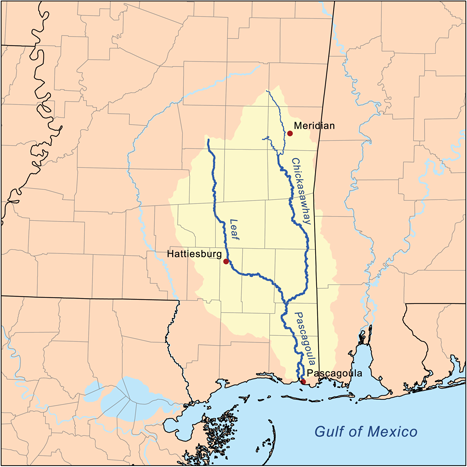
棲息地

黃斑地圖龜是美國特有物種，牠們主要的棲息地僅限於密西西比州帕斯卡古拉河及其支流（部分棲息地與吉氏地圖龜重疊 ），但由於農業的發展，因此部分棲息地已遭受污染，水位也出現變化，影響了黃斑地圖龜用作築巢產卵的沙灘。雄性的平均活動範圍面積為1.12 公頃，平均活動範圍長度為1.8公里，而雌性的平均活動範圍面積5.75公頃，由於雌性需要在產卵時建巢，因而長度會為1.5公里。

## 飲食習慣
黃斑地圖龜主要以昆蟲為食，也進食甲殼類動物和魚類。

## 人工飼養
由於數量十分稀少，所以市面甚少有黃斑地圖龜出售作寵物龜。